# Фітьо Анастасія Петрівна
Фітьо Анастасія Петрівна (8 лютого 1945 , Полянка, Львівська область ) — радянська доярка радгоспу «Степовий» Київського військового округу, Криворізький район Дніпропетровської області Української РСР. Повний кавалер Ордена Трудової Слави.

## Біографія
Народилася 8 лютого 1945 року в селі Полянка (нині в Пустомитівському районі Львівської області) в селянській родині. Українка.
У 1956 році сім'я переїхала в село Ново-Володимирівка. Закінчила Пустомитівську середню школу. Працювала дояркою на фермі.
У 1963 році вийшла заміж і переїхала в село Степове Криворізького району, де почала працювати дояркою молочно-товарної ферми радгоспу «Степовий». Закінчила Новомосковський зоотехнічний технікум. У 1978 році очолила бригаду, яка стала передовою. Навчала молодих доярок майстерності роботи, особисто домагалася високих трудових досягнень.
Живе в Центрально-Міському районі міста Кривий Ріг.

## Нагороди
- Орден Трудової Слави 3-го ступеня (14 лютого 1975);
- Орден Трудової Слави 2-го ступеня (24 березня 1981);
- Орден Трудової Слави 1-го ступеня (16 липня 1986);
- Ювілейна медаль «20 років незалежності України» (19 серпня 2011)[1];
- Знак «За заслуги перед містом» (Кривий Ріг) 3-го ступеня (8 травня 2013).